# Адміністративний устрій Веселівського району
Адміністративний устрій Веселівського району — адміністративно-територіальний устрій Веселівського району Запорізької області на 1 селищну громаду, 2 сільські громади і 1 сільську раду, які об'єднують 30 населених пунктів та підпорядковані Веселівській районній раді. Адміністративний центр — смт Веселе.

## Список сільських та селищних громад Веселівського району
| № | Назва                            | Центр        | Населені пункти | Загальний склад ради | Площа км² | Населення (2001), осіб |
| - | -------------------------------- | ------------ | --- | -------------------- | --------- | ---------------------- |
| 1 | Веселівська селищна громада      | смт Веселе   | смт Веселе с. Авангард с. Далеке с. Єлизаветівка с. Мала Михайлівка с. Новоолександрівка с. Озерне с. Широке с. Ясна Поляна                | 30                   | 438,22    | 12809                  |
| 2 | Новоуспенівська сільська громада | с. Запоріжжя | с. Білівське с. Братолюбівка с. Веселе с. Восход с. Запоріжжя с. Матвіївка с. Новоіванівка с. Новоуспенівка с-ще Таврія                    | 16                   | 296,15    | 3723                   |
| 3 | Чкаловська сільська громада      | с. Чкалове   | с. Гоголівка с. Добровольчеське с. Зелений Гай с. Зелений Луг с. Калинівка с. Корніївка с. Красавич с. Мусіївка с. Новоукраїнка с. Чкалове | 12                   | 265,8     | 3366                   |

## Список сільських та селищних рад Веселівського району
| № | Назва                        | Центр       | Населені пункти         | Загальний склад ради | Площа тис.м² | Населення (2001), осіб |
| - | ---------------------------- | ----------- | ----------------------- | -------------------- | ------------ | ---------------------- |
| 1 | Менчикурівська сільська рада | с.Менчикури | с.Менчикури с.Піскошине | 16                   | 87           | 2071                   |

* Примітки: м. — місто, смт — селище міського типу, с. — село, с-ще — селище